# كفيرين إنجاسر
كفيرين إنجاسر Quirin Engasser (ولدت في 4 نوفمبر 1907 في نويْبرايْزاخ في الإلزاس وماتت في 26 مايو 1990 في بريناو على الشيمزيه) هو أديب ألماني.
بدأ في عام 1932 دراسة علوم اللغة الألمانية وآدابها وعلوم الصحافة والتاريخ, والعمل ككاتب حر في ميونخ. اشتهر عبر التمثيليات الإذاعية والمسرحيات والروايات. وكان عمله الأساسي هو المسبب Der Ursächer, والتي اتخذت موضوعها من حياة يوس فريتس Joß Fritz من بلدة أونترجرومباخ القريبة من بروخزال أثناء حرب الفلاحين (وقد صدرت في عام 1939 عن دار نشر C. H. Beck). أما مسرحيته الخط الأول Die erste Linie فقد عرضت للمرة الأولى في مسرح الإقامة في ميونخ ثم عرض مرات عديدة بعد ذلك في مسارح دارمشتات وبرلين. وتشمل أعماله ما بعد الحرب عدة روايات وطنية وديوان بعنوان أيام وليالٍ والذي صدر في عام 1968. وقد ترأس فيما بين عامي 1956 و 1977 مدرسة برين الشعبية على الشيمزيه, حيث توفي في 26 مايو 1990.